# 興津俊昭
興津 俊昭（おきつ としあき、1959年1月30日 - ）は、日本の実業家。株式会社モス ホテル日航金沢代表取締役社長、三井生命保険（現・大樹生命保険）元執行役員。

## 人物・経歴
1959年1月30日生まれ。山形県酒田市出身。立教大学経済学部卒業。三井生命保険（現・大樹生命保険）に入社。2009年、同社執行役員に就任。
2014年、株式会社モス ホテル日航金沢の代表取締役社長に就任。金沢ではロータリークラブなどに加入し、地元のネットワークを拡げる。北陸経済の中心地である金沢には多くの企業の支店があり、支店長たちと、こうしたネットワークの中で繋がりを持つこととなった。
ロータリークラブのメンバーから、金沢の老舗企業でイベントや映像関連を扱う株式会社オトムラの経営を手伝ってほしいとの申し出があり、2019年から同社取締役も兼務する。人材会社の株式会社エスプールの営業顧問も務める。